# Ignaz Döllinger

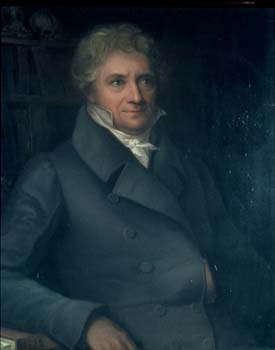
Ignaz Döllinger, Ölgemälde

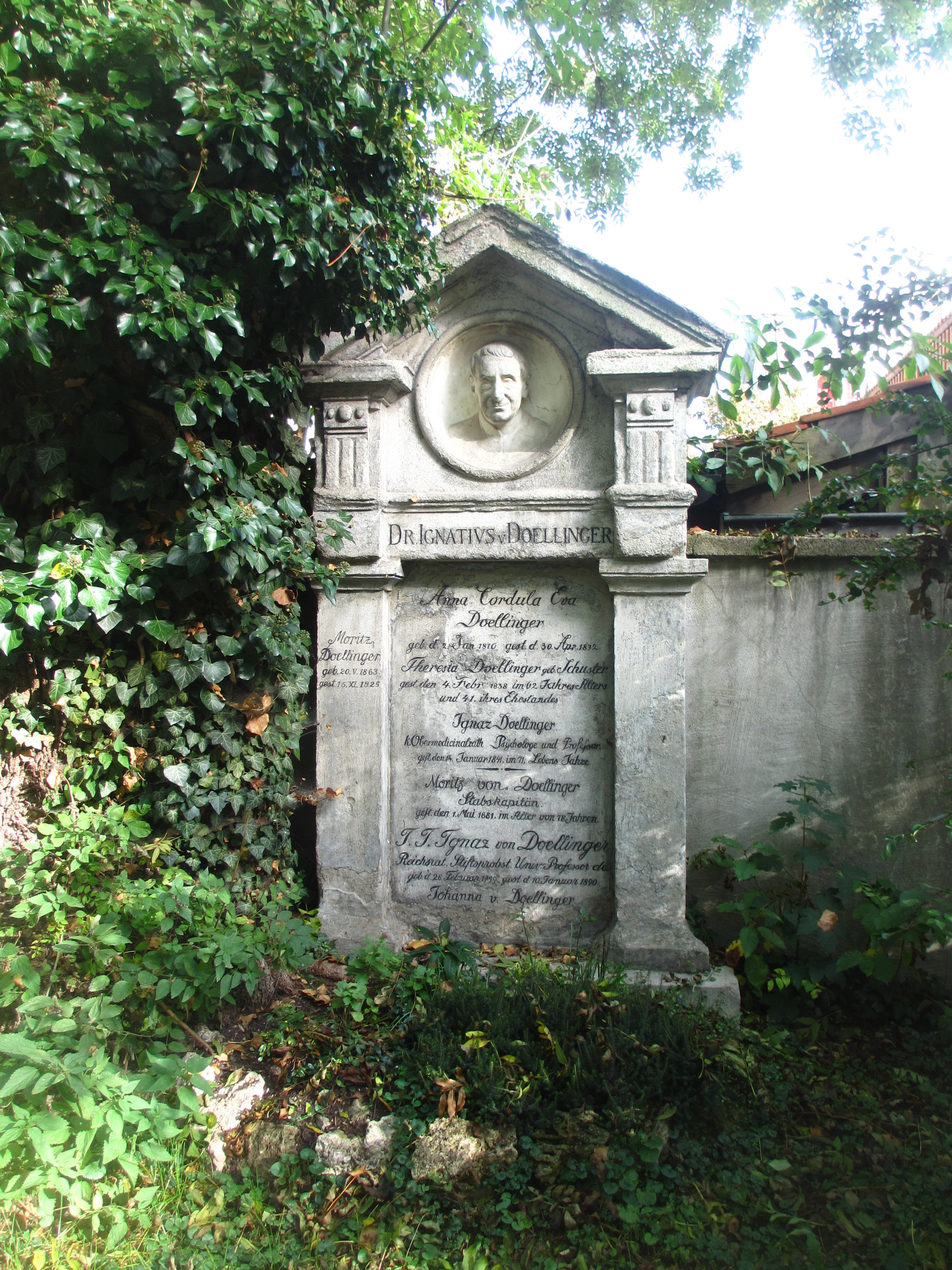
Grab von Ignaz Döllinger auf dem Alten Südlichen Friedhof in München

Ignaz Christoph Döllinger, latinisiert Ignatius C. Doellinger (* 24. Mai 1770 in Bamberg; † 14. Januar 1841 in München) war ein deutscher Mediziner und Professor für Anatomie und Physiologie. Er war Hochschullehrer in Bamberg, Würzburg und München. Nebenbei betätigte er sich auch als Florist und Bryologe.

## Leben
Ignaz Döllingers Vater – Johann Joseph Ignaz Döllinger (1721–1800) – war ein Physiologe und Pathologe aus Hildesheim, der in Würzburg unter dem Juliusspital-Arzt und Medizinprofessor Andreas Joseph Rügemer (1718–1779) 1752 mit einer medizinischen Dissertation über die Auswirkungen des Zorns (Effectus irae, medice consideratae) in Würzburg promoviert wurde, ab 1765 als Arzt (Landphysicus des Juliusspitals) in Würzburg praktizierte, 1769 in Bamberg Stadtphysikus, Hofrat und fürstbischöflicher Leibarzt und – 1769 berufen – ab 1770 Professor der Medizin dort war. Ignaz Döllingers gleichnamiger Sohn, der spätere Priester und Kirchenhistoriker Ignaz von Döllinger, wurde am 28. Februar 1799 in Bamberg geboren.
Ignaz Döllinger (auch Doellinger) begann sein Studium in seiner Heimatstadt Bamberg und setzte es dann in Würzburg (unter anderem bei Carl Caspar von Siebold) mit Unterstützung des Fürstbischofs in Wien (bei Georg Prochaska) und in Pavia (bei Johann Peter Frank und Antonio Scarpa) fort. Er kehrte dann zunächst nach Bamberg zurück.
1787 hatte er in Bamberg zunächst die philosophische Doktorwürde erworben. Kurz nach seiner medizinischen Promotion im Jahr 1794 war er in Bamberg zunächst als Armenarzt tätig. Im gleichen Jahr wurde er dann außerordentlicher Professor, 1796 schließlich ordentlicher Professor für theoretische Medizin, Physiologie und Pathologie an der Universität Bamberg – bis zu deren Schließung 1803.
Im Jahre 1803 erhielt er als Nachfolger des Stadtarmenarztes, Physiologen, Klinikers und Naturphilosophen Johann Joseph Dömling (1771–1803) einen wohl auch vom damaligen Oberarzt Friedrich Wilhelm von Hoven unterstützten Ruf als Professor für Physiologie und nach Stellung eines eigenen Antrags provisorisch 1804 als Nachfolger für Johann Friedrich Fuchs einen als Professor für Anatomie an die Universität Würzburg. In Würzburg, wo er dann von 1805 (und 1811 erneuert durch den Großherzog Ferdinand von Toskana) definitiv bis 1823 als Professor für Anatomie wirkte, war er der erste Fachvertreter der Vergleichenden Anatomie. Spätestens ab 1807 gab es immer wieder Reibereien mit dem dort seit 1799 anatomische Vorlesungen und Kurse abhaltenden Prosektor Franz Caspar Hesselbach sowie mit dessen Sohn Adam Kaspar Hesselbach. In Würzburg, wo er in seiner Privatwohnung am Fischmarkt anatomische Präparierübungen abhielt, ließ er für seine anatomischen und embryologischen Untersuchungen sowie für die Forschungen von Pander und d’Alton an Hühnereiern das erste Mikroskop anschaffen, dessen Funktionsfähigkeit er mit Hilfe von Joseph Fraunhofer noch verbessern konnte. Sein reges wissenschaftliches Handeln brachte ihm eine Reihe von Schülern ein, so etwa Lorenz Oken, Christian Heinrich Pander und Karl Ernst von Baer. Johann Lukas Schönlein war mit seiner Arbeit zur vergleichenden Anatomie des Gehirns Doktorand Döllingers, der als Privatdozent dann Pathologievorlesungen unter Döllinger abhielt – ebenso wie Jäger und Johann Jakob Hergenröther. Der Anatom und Künstler Joseph Eduard d’Alton beteiligte sich in Würzburg an den entwicklungsgeschichtlichen Arbeiten Panders, indem er nicht nur die Kupfertafeln zu dessen Werk über die Entwicklung des Huhns schuf. Döllinger war auch Doktorvater des späteren Japanforschers Philipp Franz von Siebold, welcher als Student ab 1817 zeitweise in Döllingers Würzburger Wohnung im Rückermainhof (an der heutigen Karmelitenstraße 20) wohnte. Das Anatomische Theater des Juliusspitals ließ Döllinger umbauen und zweckdienlicher gestalten. Sein Nachfolger in Würzburg wurde Carl Friedrich Heusinger.
Im Jahr 1816 wurde Döllinger zum Mitglied der Leopoldina gewählt und erhielt dort den Beinamen „Eustachius I“.
1823 nahm Döllinger, berufen am 23. Oktober von der Akademie der Wissenschaften, eine Professur für Anatomie und Physiologie an der Medizinischen Schule in München an und wechselte 1826 an die Anatomie der Universität, als diese von Landshut nach München verlegt worden war. Ab 1819 war er korrespondierendes und seit 1823 ordentliches Mitglied der Bayerischen Akademie der Wissenschaften in München.

## Grabstätte
Die Grabstätte von Döllinger, der an Magenkrebs starb, befindet sich auf dem Alten Südlichen Friedhof in München (Mauer Links Platz 241 bei Gräberfeld 11; Standort). In diesem Grab liegt auch sein bekannter Sohn, der Theologe Ignaz von Döllinger, dessen Büste das Grabmal ziert.

## Wissenschaftliche Leistungen
Döllinger besaß eine umfangreiche Allgemeinbildung, war ein Meister der anatomischen Technik und einer der ersten, der zu Beginn des 19. Jahrhunderts die Bedeutung des Mikroskops für die medizinische Forschung erkannte und seine Schüler am Mikroskop ausbildete. Die Bedeutung Döllingers liegt in den Verdiensten, die er sich um die Embryologie und die vergleichende Anatomie (damals Zootomie genannt) erwarb. Sie basiert auf seinen Erkenntnisse in allen Gebieten der Morphologie und Physiologie. Er fasste die Medizin als Naturwissenschaft auf. Als Beispiel seien hier seine Abhandlungen über den Blutkreislauf, die Absonderungsvorgänge und die erste Anlage des Embryo erwähnt. Würzburg verdankt ihm die Gründung einer Zoologisch-Physiologischen Gesellschaft und eine Blüte seiner medizinischen Fakultät. Unter Döllinger und Carl Friedrich von Marcus erlebte die physiologisch-anatomische Schule in Würzburg eine erste Blütezeit, die erst wieder mit Franz von Rinecker eine Wiederbelebung erfuhr.

## Schriften (Auswahl)
- Über die Metamorphose der Erd- und Steinarten aus der Kieselreihe. Erlangen 1803. Google Books
- Grundriss der Naturlehre des menschlichen Organismus. Zum Gebrauche bei seinen Vorlesungen. Bamberg und Würzburg 1805. (Google Books)
- Bemerkungen über die Vertheilung der feinsten Blutgefässe in den beweglichen Theilen des thierischen Körpers. J. Fr. Meckel’s Archiv, IV, S. 186
- In memoriam sub auspiciis […] Maximiliani Josephi Regis Bavariae […] restaurati Theatri Anatomici illustrationem iconographicam fabricae oculi humani auditoribus suis offert Dr. Ignatius Doellinger. Nitribitt, Würzburg 1817.
- De physiologiae ad medicinam ratione. Nitribitt, Würzburg 1818.
- Betrachtungen über das Wesen der deutschen Universitäten. Nitribitt, Würzburg 1819; Neudruck, hrsg. von Wilhelm Lubosch, Kabitsch & Mönnich, Würzburg 1920.
- Was ist Absonderung und wie geschieht sie? Eine akademische Abhandlung. Würzburg 1819. Google Books.
- Denkschriften der Münchener Akademie VII, S. 179
- Blutlauf. In: Meckel’s Archiv. II
- Beiträge zur Entwicklungsgeschichte des menschlichen Gehirns. Frankfurt a. M. 1814.[16] Google Books
- Üeber das Strahlenblättchen im menschlichen Auge. Nova aeta Aca Döllinger Caes. Leop. nat. Curiosorum, IX, S. 268
- Illustratio ichnograpidca fabricae oculi humani. Würzburg 1817.